# 卡尔-海因茨·霍普
卡尔-海因茨·霍普（德語：Karl-Heinz Hopp，1936年11月20日—2007年2月11日），德国男子赛艇运动员。他曾代表德国联队参加1960年夏季奥林匹克运动会赛艇比赛，获得男子八人单桨有舵手金牌。